# فراشر
فَراشِر (بالألبانية: فراشىٕر/Frashër) من قرى بلدية برمت جنوبي ألبانيا ينسب إليها جماعة من أهل الأدب والفكر والسياسة الألبان منهم شاهين الفراشري وهو بيتجي مشهور من أهل القرن الثالث عشر للهجرة، وسامي الفراشري الكاتب والمعجمي، وأخوه نعيم الفراشري المؤرخ والصحفي، ومهدي الفراشري رئيس وزراء ألبانيا (1935–36).